# ロッカクアヤコ
ロッカク アヤコ（Rokkaku Ayako、1982年〈昭和57年〉1月24日 - ）は、日本の現代美術家。本名、六角彩子。
筆などを一切使わず、手で直接キャンバスや段ボールに絵を描く。その独特のスタイルで行われるライブペインティングや、色彩豊かな作品で知られる。瞳の大きな少女のモチーフとカラフルな色彩の作風が国内外で人気を誇っている。
所属ギャラリーはGallery TARGET（日本）、Gallery Delaive（オランダ）。
千葉県出身、アムステルダム、ベルリンを経て、2020年時点ではポルトガルを拠点に活動している。血液型A型。

## 略歴
1982年、千葉県に生まれる。高校卒業後はグラフィックデザインの専門学校のイラストレーション科に通い20歳で卒業した。周りの生徒が就職する中で卒業後は就職せず、デザインフェスタに参加してライブで絵を描くパフォーマンスを行った。この場で初めて筆を使わずに手で直接描く手法を思い付いたという。2002年（平成14年）からは路上での創作活動を始め、翌年にはGEISAI#4に参加する。その場で注目を集めたアヤコはスカウト賞を受賞した。
その後、ニューヨークへ訪れて国外の画廊の知見を得て帰国し、2006年（平成18年）に再びGEISAIに参加した。この頃からアヤコの作品はヨーロッパで紹介されるようになっていき、スイスでのアート・バーゼル出展時に行ったライブペインティングでは100枚以上の売り上げを記録した。2010年（平成21年）にベルリンへ移住した。
人気・評価ともに日本よりもヨーロッパで高く海外での活動が中心となっているが、2011年（平成23年）に東日本大震災が発生した際は日本に帰国して、東北地方の子供達に描かせた絵を用いての創作を行った。同年にはオランダロッテルダムのクンストハル美術館、翌年にはスロバキアのダヌビアナ美術館で規模の大きな個展を開催、何千人もの来場者が集まった。2017年（平成29年）5月には東京都渋谷区の「GALLERY TARGET」でアクリル板を用いた立体作品の個展も開催している。
近年はアートオークション市場での人気も高く、想定落札価格を大きく超える結果を出し続け、2022年には大型作品が1億円超えで落札された。Artprice社発表レポートでは、「女性アーティスト急上昇ランキング」において2019年に世界11位、「1980年以降生まれのアーティストのオークション売上ランキングTOP20」で2021年に世界第4位、「40歳未満のトップ10アーティスト」において2022年上半期に2位、「売上トップ500アーティスト」において2020年に180位、2021年に29位、2022年上半期に14位となっている。
2020年10月末からは、千葉県立美術館で、国内公立美術館で初の大規模な作品展となる、個展「魔法の手　ロッカクアヤコ作品展」を開催（詳細は→魔法の手 ロッカクアヤコ作品展）。

## 主な展覧会
展覧会一覧（公式サイトより）
参考：Ayako Rokkaku - Gallery Delaive

### 個展
- 2025 "Close to Your Treasure"（LONG MUSEUM CHONGQING（龍美術館重度館））、重慶・中国）[32]
- 2025 "For the moments that you feel paradise"（ティッセン＝ボルネミッサ美術館、マドリード・スペイン）[33]
- 2024 "MOUNTAINS OF NAMELESS EMOTIONS"（KÖNIG SEOUL, ソウル・韓国）[34]
- 2024 "HOLDING AN ISLAND"（CCA ANDRATX, マヨルカ島・スペイン）[35][36]
- 2024 "DETOUR FOR AN ICE CREAM FAIRY"（ヴェネツィア・ビエンナーレ、ヴェネツィア・ イタリア）[37]
- 2024 "ALL RIGHT BITE"（Gallery Target、東京・日本）[38]
- 2023 "Dreams in My Hand"（ハンガラム美術館、ソウル・韓国）[39][40]
  - Dreams in my Hand introduction  - YouTube
  - TV discussion of Ayako Rokkaku (from min. 5:28) - YouTube
  - CCOC director Kang Wook's tour of the current Dreams in My Hand exhibition - YouTube
- 2023 "CUTE. WEIRD. FREE."（KÖNIG GALERIE、ベルリン・ドイツ）[41][42]
- 2023 "Close to Your Treasure"（LONG MUSEUM）、上海・中国）[43]
- 2022 "Imagination For Flying Adventure"（KÖNIG LONDON、ロンドン・イギリス）[44]
  - Ayako Rokkaku: Imagination for Flying Adventure / König London - YouTube
- 2021 "BURROW & POP UP"（Gallery Delaive、アムステルダム・オランダ）[45]
- 2021 "BORN IN THE FLUFFY JOURNEY"（KÖNIG GALERIE、ベルリン・ドイツ）[46][47][48]
- 2021 "Phantom Thief Stray Junkie" （Gallery Trax、山梨県・日本）[49][50]
- 2020-2021 "魔法の手 ロッカクアヤコ作品展" （千葉県立美術館、千葉県千葉市・日本）[29][51][30][52][53][54]
  - 令和２年度　魔法の手　ロッカクアヤコ作品展 - 千葉県立美術館
  - 詳細は→魔法の手 ロッカクアヤコ作品展
- 2019 "Fumble in colors, tiny discoveries" （ヤン・ファン・デル・トフト美術館（オランダ語: Museum Jan）、アムステルフェーン・オランダ）[55][56][57][58][59]
  - Playing with colors, small discoveries – Ayako Rokkaku — Museum JAN（ヤン・ファン・デル・トフト美術館）
  - 「Fumble in colors, tiny discoveries」（電子カタログ）
- 2018 ComplexCon （ロサンゼルス・アメリカ）[60][61]
- 2018 "Perpetual Colors" （Philips、香港）[62][63]
- 2018 "Bright wind, another step" （Gallery Delaive、アムステルダム・オランダ）[64][65]
  - Rokkaku Ayako - ロッカクアヤコ - 六角彩子 - YouTube
- 2017 "OBSCURA" （Gallery Target、東京・日本）[66][67][68][69][70][71]※アクリル樹脂による立体作品
  - OBSCURA | Exhibition 2017 - YouTube
- 2017 "ramblings' habitat" （Gallery Trax、山梨県・日本）[72][73][74]
  - Gallery Traxブログ[75][76][77][78][79]
- 2016 "Sealed Reminiscence" （Gallery Delaive、アムステルダム・オランダ）
- 2015 "Lumpy Fluffy Splatter" （Gallery Trax、山梨県・日本）[80][81][82]
  - Gallery Traxブログ[83][84][85][86][87][88][89]
- 2015 オープン・スタジオ "Swatch Faces 2015 at 56th"（ヴェネツィア・ビエンナーレ、ヴェネツィア・ イタリア）[90][91]
- 2014 "Never Ending Love Letter" （Gallery Target 、東京・日本）[92][93][94]
- 2012 "Where the smell comes from" （ダヌビアナ美術館（スロバキア語: Danubiana Meulensteen Art Museum）、ブラチスラヴァ・スロバキア）[13]
  - WHERE THE SMELL COMES FROM | Danubiana（ダヌビアナ美術館）
- 2011 "Colours in my hand" （クンストハル美術館、ロッテルダム・オランダ）[11][95]
  - Colours In My Hand - Kunsthal（クンストハル美術館）
  - Ayako Rokkaku at the Kunsthal - ロッカクアヤコ - 六角彩子 - YouTube
  - Rokkaku Ayako: An Artist with the World at Her Fingertips nippon.com - YouTube
- 2010 アニメーション・プロジェクト "About Us" （VACANT、東京・日本）[96][97][91]
- 2010 アニメーション・プロジェクト "About Us" （Gallery Delaive、アムステルダム・オランダ）[98][91]
- 2009 "Girl in Moment"（Guy Pieters Gallery、クノック＝ヘイスト・ベルギー）
  - Ayako Rokkaku painting at the Guy Pieters Gallery - YouTube
- 2009 Untitled（San Carlo Gallery、ミラノ・イタリア）[99]
- 2008 Untitled （Gallery Delaive、アムステルダム・オランダ）
- 2008 Untitled（Galerie Wild、フランクフルト・ドイツ）[100]
- 2008 Untitled（Juliana Gallery、ソウル・韓国）[91]
- 2007 "ロッカクアヤコ展"（Galerie Teo、東京・日本）[91]
- 2007 "Walking around clouds" （Galerie Moderne、シルケボー・デンマーク）[101]
- 2007 "Walking around clouds" （Gallery Delaive、アムステルダム・オランダ）[102]
  - 「Walkin' Around Clouds」（2007年）電子カタログ
- 2006 Untitled（Galerie AAA、パリ・フランス）

### グループ展
- 2021-2022 "ONE DECADE OF FEMALE SCULPTORS"（KÖNIG GALERIE IM KHK、ウィーン・オーストリア）[103]
- 2021 "The Pulse of Modernity" （宝龍美術館（Powerlong Art Museum）、上海・中国）[104]
- 2021 ”VIEWING”（SAI GALLERY、東京（渋谷）・日本）[105][106]※3ギャラリー合同展示会
- 2021 "OKETA COLLECTION：4G" （スパイラルガーデン、東京・日本）[107]
- 2020 ”THE WORLD: FROM THE OKETA COLLECTION 世界は今：アートとつながる” （金沢21世紀美術館、石川県・日本）[108]
- 2020 「Focus Japan」at "KUNSTRAI ART AMSTERDAM 2020"（RAI Amsterdam（英語: RAI Amsterdam Convention Centre）、アムステルダム・オランダ）[109]
- 2020 "OKETA COLLECTION: A NEW DECADE" （スパイラルガーデン、東京・日本）[110][111][112]
- 2018 "25th anniversary in Gallery Trax vol.1 （Gallery Trax、山梨県・日本）[113]
  - Gallery Traxブログ[114]
- 2017 "Cat Love. Nine lives in the arts" （クンストハル美術館、ロッテルダム）[115][116]
  - Cat Love - Kunsthal（クンストハル美術館）
    - AYAKO ROKAKKU SCHILDERT LIVE - Kunsthal（※オランダ語、ライブペイントの案内）
    - Live kattenkunst in Kunsthal - YouTube（2017/12/17）
- 2017 "Cool Japan" （国立民族学博物館・オランダ）
- 2015 "Swatch loves Art" （香港）[117]
- 2015 "FULL HOUSE" （Gallery Target 、東京・日本）[118]
- 2014 "Faces and Traces" （The Swatch Art Peace Hotel、上海）
- 2014 （ヤン・ファン・デル・トフト美術館、アムステルフェーン・オランダ）
- 2013 "現代作家によるGIRLS展" （ノエビア銀座ギャラリー、東京・日本）[119]※奈良美智、ロッカクアヤコの作品の展示[120]
- 2012 "Pop Art Accrochage" （Fluegel-Roncak Gallery、ニュルンベルク・ドイツ）
- 2012（Swatch Art Peace Hotel、上海・中国）
  - Ayako Rokkaku In residence from March 3rd, 2012 to April 30th, 2012（Swatch Art Peace Hotel）
- 2011 （Swatch Art Peace Hotel、上海・中国）[121]
- 2010 "Manga in Amsterdam" （Willem Kerseboom gallery、アムステルダム・オランダ）
- 2006 "Tokyo GG Night"（Hotel Claska、東京・日本、イベント）
- 2006 東京ガールズコレクション （代々木体育館、東京・日本、ファッションショー）

### アートフェア
- 2022 Art Basel 2022（バーゼル・スイス）[122]
- 2022 KunstRAI（英語: KunstRAI） （アムステルダム・オランダ）[123]
- 2022 FRIEZE LOS ANGELES（ロスアンゼルス・アメリカ）[124]
- 2020 artTNZ（TERRADA ART COMPLEXⅡ（天王洲）、東京・日本）
- 2020 VOLTA New York 2020（ニューヨーク・アメリカ）[125]
  - VOLTA ART FAIR 2020 - YouTube（1:23:25～）※展示とライブペインティングの様子
- 2019 Art Miami （マイアミ・アメリカ）
- 2019 KunstRAI（英語: KunstRAI） （アムステルダム・オランダ）
- 2018 ComplexCon （ロサンゼルス・アメリカ（ソロ)）
- 2018 KunstRAI （アムステルダム・オランダ）
- 2018 TEFAF（英語: The European Fine Art Fair）（マーストリヒト・オランダ）
- 2017 アートフェア東京 2017 （東京・日本）
- 2017 TEFAF （マーストリヒト・オランダ）
- 2016 Art Miami （マイアミ・アメリカ）
- 2016 Art New York （ニューヨーク・アメリカ）
- 2016 TEFAF （マーストリヒト・オランダ）
- 2015 Art Miami （マイアミ・アメリカ）
- 2015 TEFAF （マーストリヒト・オランダ）
- 2014 Art Miami （マイアミ・アメリカ）
- 2014 TEFAF （マーストリヒト・オランダ）
- 2013 Affordable Art Fair （香港）
- 2013 Art Miami （マイアミ・アメリカ）
- 2013 TEFAF （マーストリヒト・オランダ）
- 2012 Art Cologne （ケルン・ドイツ）
- 2012 Art Paris （パリ・フランス）
- 2012 TEFAF （マーストリヒト・オランダ）
- 2011 TEFAF （マーストリヒト・オランダ）
- 2011 Art Cologne （ケルン・ドイツ）
- 2010 Scope Basel（英語: SCOPE Art Show） （バーゼル・スイス）
- 2010 Art Amsterdam （アムステルダム・オランダ）
- 2010 TEFAF （マーストリヒト・オランダ）
- 2009 Art Amsterdam （アムステルダム・オランダ（ソロ)）
- 2009 Affordable Art Fair （アムステルダム・オランダ）
- 2009 TEFAF （マーストリヒト・オランダ）
- 2009 アートフェア東京 （東京国際フォーラム、東京・日本（ソロ)）
- 2008 Art Asia Fair （マイアミ・アメリカ）
- 2008 Art Amsterdam （オランダ）
- 2008 Art Taipei （台湾）
- 2008 アートフェア東京 （東京国際フォーラム、東京・日本（ソロ)）
- 2007 Art Singapore （シンガポール）
- 2007 Shanghai Art Fair （中国）
- 2007 Art Amsterdam （オランダ）
- 2007 Hotel Agnes Art Fair （東京・日本）
- 2007 Art Cologne （ケルン・ドイツ）
- 2006 Nada Art Fair （The Ice Palace、マイアミ・アメリカ）
- 2006 GEISAI #10 （東京ビッグサイト、東京・日本）[126]
  - [GEISAI.TV] GEISAI ARTISTS ロッカクアヤコ － GEISAI#10でスカウト賞 受賞他（2008/09/03）GEISAITV
- 2006 Volta Show02 バーゼル・アートフェア（バーゼル・スイス（グループ)）
  - ライブペインティングで100枚以上を描き完売[127]。
  - [GEISAI.TV] GEISAI MEDALISTS -2008 - YouTube（2:11～2:51）
    - ※歴代GEISAI受賞者たちの、その後の活躍を紹介。ロッカクがスイス・バーゼルのアートフェアに出展する様子。
- 2006 GEISAI #9 （東京ビッグサイト、東京・日本）[128]
- 2003 GEISAI #4（東京ビッグサイト、東京・日本 [129]

## 魔法の手 ロッカクアヤコ作品展（千葉県立美術館）
- 国内公立美術館で初の大規模な作品展[31]。
- 会場：千葉県立美術館[29][30]
- 会期：令和２（2020）年10月31日（土）〜令和3（2021）年1月11日（月・祝）[29][30]
- 主 催: 千葉県立美術館、特別協力:GALLERY TARGET（※日本での所属ギャラリー）、協力:ペリエ千葉
- エピソード：会場である千葉県立美術館に、グッズ購入を求める列が連日、深夜からできたため、展覧会の開始後数日で会場でのグッズ販売は中止になり[130]、12月11日より、グッズを販売するオンラインショップ（GALLERY TARGETが運営）がスタートした[131]。  展覧会の小冊子（千葉県立美術館が販売）についても、注文の行列や大量注文などにより数日で予約受付が中止、再販は抽選販売となった[132]。また千葉県立美術館は展示期間中に”企画展開催中の来場者数は例年を大きく上回る見通し”と述べており[133]、結果として、約1万人の来場を記録[134]した。

### 公式サイト
- 千葉県立美術館
  - 魔法の手　ロッカクアヤコ作品展
    - 県立美術館 令和2年度「魔法の手 ロッカクアヤコ作品展」の開催について／千葉県
    - 「魔法の手　ロッカクアヤコ作品展」小冊子の販売について - 千葉県立美術館（2020/11/6） ※予約販売受付中止のお知らせ
    - 「魔法の手 ロッカクアヤコ作品展」小冊子の抽選販売に関するお知らせ - 千葉県立美術館（2020/12/8） ※抽選販売開始のお知らせ
      - 「魔法の手 ロッカクアヤコ作品展」小冊子の抽選販売に関するお知らせ（PDF）

    - 「魔法の手　ロッカクアヤコ作品展」アーティストによる展覧会紹介動画を公開しました - 千葉県立美術館（2020/12/10）
      - 「魔法の手　ロッカクアヤコ作品展」アーティストによる展覧会紹介 - YouTube
- GALLERY TARGET
  - 魔法の手ロッカクアヤコ作品展
    - ロッカクアヤコ展グッズ販売に関して - GALLERY TARGET OFFICIAL SITE (2020/11/3) ※グッズ販売中止のお知らせ
    - ロッカクアヤコ オフィシャルオンラインショップ - GALLERY TARGET OFFICIAL SITE（2020/12/9）  ※オフィシャルオンラインショップ開店のお知らせ
      - 魔法の手 ロッカクアヤコ作品展 オフィシャルグッズショップ（GALLERY TARGET）※展覧会終了に伴い、2021年1月11日に販売終了

    - ロッカクアヤコ ラグ販売のお知らせ - GALLERY TARGET OFFICIAL SITE (2020/12/25) ※「魔法の手 ロッカクアヤコ作品展」限定ラグのオンライン抽選販売のお知らせ
    - ロッカクアヤコ 木版画作品 抽販売のお知らせ - GALLERY TARGET OFFICIAL SITE (2021/1/8) ※「魔法の手 ロッカクアヤコ作品展」にて展示された木版画作品の抽選販売のお知らせ

### コラボ企画
- 魔法の手　ロッカクアヤコ作品展コラボ企画『ART × GOURMET FAIR』開催！！（ペリエ千葉）
  - 魔法の手　ロッカクアヤコ作品展コラボ企画『ART × GOURMET FAIR』（PDF）
  - 2016～2018年に、リニューアルのキービジュアルにロッカクを起用したペリエ千葉（千葉駅ビル）[135][136][137]が、コラボイベントを開催。  対象ショップで食事をすることで、「ロッカクアヤコ」オリジナルコラボアイテムがプレゼントされる。

### その他
- BEAMSとのコラボアイテムも登場。現代美術家・ロッカクアヤコの個展が10月31日より開催（Mastered）2020/10/21
- 今年度制作の最新作約160点からなる展覧会「魔法の手 ロッカクアヤコ作品展」（ガジェット通信）2020/10/26
- ロッカクアヤコ初の美術館個展が千葉県立美術館で開幕。「魔法の手」が操る色彩に注目（美術手帖）2020/11/1
- 【個展】ロッカクワールドが満開！初の国内美術館展覧会〜ロッカクアヤコ「魔法の手」千葉県立美術館 （bur@rt）2020/11/2
- 【ロッカクアヤコ展】1000部限定ポスターほか〜ミュージアムグッズ展開に注目！ （bur@rt）2020/11/2
- 千葉で体感する、ロッカクアヤコの世界 | 「発見！千葉編集部」× 枻出版社（チバコトラボ chiba koto labo）2020/11/16
- 混沌照らすポジティブな力　千葉市出身・ロッカクアヤコ国内初大規模展　千葉県立美術館（千葉日報オンライン）2020/11/17
- 様々な境界を超えてあふれるポジティブなエネルギー。ロッカクアヤコインタビュー（美術手帖）2020/12/10
- 芸術家ロッカクアヤコさん「魔法の手」で世界明るく「今こそポジティブに」（毎日新聞）2021/1/6

## 出版・メディア作品など

### 画集・絵本
- 「みんなのこと about us」（2010年）[138]Contrarede　※2000部限定の絵本（画集）＆DVD[139]。アニメーション「みんなのこと」の元絵。

- 「いっぱいいもうと」こどものとも年中向き 2013年2月号（2013年）[140]福音館書店 文：ネジメ ショーイチ、絵：ロッカク アヤコ
  - 「いっぱいいもうと」(ハードカバー版)（2024/1/12、ISBN 978-4834087581）福音館書店
- 「かぜひきまんげつ」こどものとも年中向き 2020年1月号（2020年）[141][142]福音館書店 文：ネジメ ショーイチ、絵：ロッカク アヤコ

### 展覧会カタログ
- 「Walkin' Around Clouds」(2007年）[127] [143][139]Galerie Delaive（オランダ）
  - 「Walkin' Around Clouds」（2007年）Gallery Delaive（オランダ）展覧会 電子カタログ
- 「Rokkaku Ayako」(2007年）[127] [143]Galerie Moderne（デンマーク）
- 「Amsterdam-Tokyo」(2010年）[127] [139]Galerie Delaive（オランダ）
- 「Colours in my hand」（2011年、ISBN  978-9074514002）[127]クンストハル美術館（オランダ）
- 「Where the Smell Comes from」(2012年）[127]ダヌビアナ美術館（スロバキア）
- 「Bright wind, another step」(2018年）[127] [139]Galerie Delaive（オランダ）
- 「Fumble in colors, tiny discoveries」(2019年）[127] [139]Galerie Delaive（オランダ）
  - 「Fumble in colors, tiny discoveries」（電子カタログ）
- 「魔法の手 ロッカクアヤコ作品展」(2020年12月）[132]千葉県立美術館 友の会（千葉県千葉市・日本）

### アニメーション作品
- 「みんなのこと about us」（2010年11月）
  - 個展・アニメーション作品・絵本のプロジェクト[138][144][96][97][98]
  - About Us_Trailer - YouTube （2009年10月）
  - rokkaku ayako painting "about us"_chapter 5_"Gift" - YouTube（2010年5月）
  - Painting for animation “About Us” / Screenshot from animation “About Us”（2010年）※ページ下部

### その他
- ミュージックビデオディレクション
  - 「Day By Day feat. 中江友梨」 - アルバム「Maltine Girls Wave」より （2013年）[127]
    - Avec Avec / Maltine Girls Waveより「Day By Day feat.中江友梨」Web Ver. - YouTube
    - Maltine Girls Wave作品 映像監督コメント（ロッカクアヤコ監督）（2014/1/16 ）BARKS

## インタビュー

### Web記事
- 指先で色彩を奏でる　ロッカクアヤコ（2011/10/3）nippon.com
  - Rokkaku Ayako: An Artist with the World at Her Fingertips nippon.com - YouTube
- ロッカクアヤコ。アクリルに閉じ込めた二面性（2017/5/22）VICE JAPAN
- Ayako Rokkaku: The Spirit Of The Artist Autre Magazine（2022/2/15）AUTRE

### 雑誌
- 雑誌「美術手帖」2020年12月号（2020/11/7、ASIN B08KQ9799R、JAN 491-0076111202）美術出版社
  - ARTIST PICK UP　ミヒャエル・ボレマンス／ロッカクアヤコ[145]

### 動画
- [GEISAI.TV] GEISAI ARTISTS ロッカクアヤコ － GEISAI#10でスカウト賞 受賞他（2008/09/03）GEISAITV
- WHAT ARTIST INTERVIEW　#ロッカクアヤコ　Ayako Rokkaku - YouTube（2022/10/04）

## Web記事
- Ayako Rokkaku’s Transformation from Regional Sensation to Global Art Market Star - Artsy（2021/7/2、英語）
- Iedereen wil nu nu nu een Ayako Rokkaku（誰もが今ロッカクアヤコを求める） - NRC（2021/11/24、オランダ語）

## 参加プロジェクト

### Colors of Life ～いのちの彩（いろ）～プロジェクト
- Colors of Life ～いのちの彩（いろ）～プロジェクト -  2011年3月11日の東日本大震災支援プロジェクト。
- Colors of Life ～いのちの彩（いろ）～プロジェクト（2013/06/01）- Youtube
  - 東日本大震災後、2011年11月大船渡リアスホールで開催された「Colors of Life ～いのちの彩（いろ）～プロジェクト」で、ベルリンから来てくれた人気画家ロッカクアヤコさんと大船渡の保育園児200人とで描き上げた巨大絵『未来への夢ウォール』
- COLORS OF LIFE ～いのちの彩（いろ）～PROJECT (COLExecutiveCommittee) - Facebook
- 「Colors of life 未来への夢ウォール」が成田国際空港第2ターミナルに展示[127]。

#### 紹介記事
- メディア掲載 | ～いのちの彩（いろ）～プロジェクト
- ロッカクアヤコが大船渡でライブペイントを開催！（2011/11/8）nippon.com
- 紹介ブログ「Colors of Life ～いのちの彩（いろ）～被災地プロジェクト」[146][147][148][149][150][151]

## デザイン等に採用
- 2016年11月 ペリエ千葉のキービジュアルを担当(「ペリエ千葉エキナカ」オープン）[135]
- 2017年9月 ペリエ千葉のキービジュアルを担当(「ペリエ千葉」第2期開業記念キャンペーン）[136]
- 2018年6月 ペリエ千葉のキービジュアルを担当(「ペリエ千葉」グランドオープン）[137]

## パブリック・コレクション
Public Collections（公式サイトより）
- ダヌビアナ美術館（スロバキア語: Danubiana Meulensteen Art Museum）（ブラチスラヴァ・スロバキア）
- フォールリンデン美術館（オランダ語: Museum Voorlinden）（ヴァッセナール・オランダ）
- 群馬県立館林美術館（群馬県館林市・日本）
- 千葉県立美術館（千葉県千葉市・日本）[153]
- セワ美術館／セワ芸術文化財団（ソウル・韓国）
- 軽井沢現代美術館（長野県軽井沢・日本）
- 宝龍美術館（Powerlong Art Museum）（上海・中国）
- OKETA COLLECTION（桶田コレクション、桶田俊二・聖子）（東京・日本）

## 受賞歴
- 2003年 - GEISAI#4 スカウト賞[127][129]
- 2003年 - 第8回 エネルギー賞入選[127][154][155]
- 2006年 - GEISAI#9 後藤明男賞[127][128]
- 2007年 - GEISAI#10 スカウト賞[127][126][156]

### SNS
- rokkakuayako (@rokkakuayako) - Instagram
- ロッカク アヤコ (ayako.rokkaku) - Facebook
- Video Rokkaku - YouTubeチャンネル
- rokkuchannel (@rokkuchannel) - X